# Samsung Galaxy A52
Samsung Galaxy A52 là điện thoại thông minh chạy hệ điều hành Android tầm trung do Samsung Electronics phát triển và sản xuất như một phần của dòng Galaxy A. Điện thoại được công bố vào ngày 17 tháng 3 năm 2021 tại sự kiện Awesome Unpacked ảo của Samsung cùng với Galaxy A72.
Nó đóng vai trò là mẫu máy kế nhiệm của Galaxy A51. Nó tương tự như người tiền nhiệm của nó, nhưng có camera chính 64 MP được nâng cấp, dung lượng pin được tăng lên 4500 mAh và khả năng chống nước và bụi IP67.
Một thiết bị được nâng cấp, Galaxy A52s, được phát hành lần đầu tiên vào Tháng 8 năm 2021 với một chipset khác (Qualcomm Snapdragon 778G), Hỗ trợ Wi-Fi 6 và màu mới (Xanh Sành Điệu).

## Thông số kỹ thuật

### Thiết kế
Galaxy A52 có thiết kế tương tự người tiền nhiệm Galaxy A51. Nó có màn hình Infinity-O với phần cắt cho camera selfie và viền mỏng giống như A51. Không giống như A51, A52 có các tùy chọn màu máy mờ thay vì lớp màu hoàn thiện bóng bẩy.
Màn hình được bảo vệ bởi kính cường lực Corning Gorilla Glass 5 trong khi khung và mặt sau được làm bằng nhựa. Cả hai biến thể 4G và 5G đều có chung thiết kế. Nó có sẵn với các tùy chọn Đen Cá Tính, Trắng Năng Động, Tím Thời Thượng, Xanh Sáng Tạo. Cả hai biến thể đều có khả năng chống nước và bụi IP67.

#### Màu sắc
| Màu | Tên             | Ghi chú |
| --- | --------------- | ------- |
|     | Đen Cá Tính     |         |
|     | Trắng Năng Động |         |
|     | Xanh Sáng Tạo   |         |
|     | Tím Thời Thượng |         |
|     | Xanh Sành Điệu  | [ n 1 ] |

Ghi chú
1. ↑  Chỉ có ở mô-đen Galaxy A52s

### Phần cứng
Galaxy A52 được cung cấp sức mạnh bởi Qualcomm Snapdragon 720G SoC với quy trình 8 nm, CPU lõi tám và GPU Adreno 618. Mặt khác, Galaxy A52 5G được cung cấp sức mạnh bởi Qualcomm Snapdragon 750G SoC với quy trình 8 nm, CPU lõi tám và GPU Adreno 619. Galaxy A52s được trang bị Qualcomm SM7325 Snapdragon 778G 5G với quy trình 6 nm, CPU Octa-core (4x2,4 GHz Kryo 670 & 4x1,9 GHz Kryo 670) và GPU Adreno 642L.

#### Màn hình
Cả A52 và A52 5G đều có màn hình Super AMOLED 6,5 inch với độ sáng tối đa 800 nits, tỷ lệ khung hình 20:9, độ phân giải 1080×2400 px, mật độ điểm ảnh 411 ppi và tỷ lệ màn hình so với thân máy là ~84,1%; tuy nhiên, màn hình trên A52 có tốc độ làm tuơi 90 Hz và màn hình trên A52 5G có tốc độ làm tuơi 120 Hz.

#### Camera
Cả hai biến thể 4G và 5G đều có bốn camera phía sau với camera chính 64 MP với tính năng chống rung quang học (OIS), camera góc siêu rộng 12 MP, camera độ sâu 5 MP và cảm biến độ sâu 5 MP. Máy ảnh có thể quay video lên tới 4K@30fps và 1080p@60fps.

#### Pin
Cả hai biến thể 4G và 5G đều có pin 4500 mAh hỗ trợ sạc nhanh 25W; tuy nhiên, có một củ sạc 15W trong hộp và người dùng cần mua riêng củ sạc 25W.

#### Bộ nhớ
A52 có các tùy chọn lưu trữ gồm bộ nhớ 128Gb / RAM 4Gb, 128/6, 128/8, 256/6 và 256/8.
A52 5G có các tùy chọn 128/6, 128/8 và 256/8.
A52s 5G có các tùy chọn 128/4, 128/6, 128/8, 256/6, và 256/8.

#### Tính năng
Máy được trang bị giắc Audio 3,5 mm và tai nghe phía trên, với loa phía dưới, mang đến tính năng âm thanh nổi. Nó cũng có tính năng dưới màn hình, máy quét dấu vân tay quang học.

### Phần mềm
Cả hai biến thể 4G và 5G đều được xuất xưởng với Android 11 và giao diện người dùng One UI 3.1 độc quyền của Samsung. Samsung tuyên bố rằng cả hai biến thể 4G và 5G sẽ nhận được 3 bản cập nhật phiên bản hệ điều hành, 3 năm cập nhật hàng tháng và 4 năm cập nhật bảo mật. Kể từ đầu năm 2023, dòng A52 đã nhận được bản cập nhật cho Android 13 và One UI 5.0.